# Yoldiella lenticula
Yoldiella lenticula är en musselart som först beskrevs av Moller 1842.  Yoldiella lenticula ingår i släktet Yoldiella och familjen Yoldiidae. Inga underarter finns listade i Catalogue of Life.